# Cerithiella taylori
Cerithiella taylori is een slakkensoort uit de familie van de Newtoniellidae. De wetenschappelijke naam van de soort is voor het eerst geldig gepubliceerd in 1963 door Barnard.